# Nati nel 1927/Ottobre
| Questa pagina contiene informazioni ricavate automaticamente dalle voci biografiche con l'ausilio del template Bio e di un bot. L'aggiornamento è periodico e automatico e ricostruisce completamente la pagina. Se manca una persona in questa lista, sei pregato di non aggiungerla, ma accertati piuttosto che la sua voce biografica contenga il template Bio e che i dati anagrafici siano correttamente compilati. Se il template Bio manca, inseriscilo tu stesso o, in alternativa, metti l'avviso {{tmp\|Bio}} che ne segnala la mancanza. Se i dati riportati sono sbagliati, correggi direttamente la voce biografica; le modifiche saranno visibili in questa lista entro pochi giorni. Per chiarimenti vedi il progetto biografie. La lista contiene solo le 185 persone che sono citate nell'enciclopedia e per le quali è stato implementato correttamente il template Bio. Pagina aggiornata al 10 ago 2025. |

- 1º ottobre - Gianni Aiolfi, rugbista a 15 italiano († 2003)
- 1º ottobre - Tom Bosley, attore statunitense († 2010)
- 1º ottobre - Luigi Cansani, presbitero, organista e compositore svizzero († 2017)
- 1º ottobre - Antonio Di Tonno, arbitro di calcio italiano († 1996)
- 1º ottobre - Oleg Nikolaevič Efremov, attore russo († 2000)
- 1º ottobre - Alf McMichael, calciatore nordirlandese († 2006)
- 1º ottobre - Jean Penzer, direttore della fotografia francese († 2021)
- 2 ottobre - Nikola Kljusev, politico macedone († 2008)
- 2 ottobre - Uta Ranke-Heinemann, scrittrice, teologa e storica delle religioni tedesca († 2021)
- 2 ottobre - Luciano Rimoldi, dirigente sportivo italiano († 2016)
- 3 ottobre - Gabriele Adani, presbitero, giornalista e saggista italiano († 1993)
- 3 ottobre - Kenojuak Ashevak, artista canadese († 2013)
- 3 ottobre - Nancy Dupree, storica e archeologa statunitense († 2017)
- 3 ottobre - Luigi Kuveiller, direttore della fotografia italiano († 2013)
- 3 ottobre - Michele Protano, politico italiano († 2007)
- 3 ottobre - Pietro Sessa, canottiere italiano († 1993)
- 3 ottobre - Igor' Talankin, regista e sceneggiatore russo († 2010)
- 4 ottobre - Roberto Bussinello, pilota automobilistico italiano († 1999)
- 4 ottobre - Franco Morozzo Della Rocca, magistrato italiano († 2018)
- 4 ottobre - Eva Pawlik, pattinatrice artistica su ghiaccio austriaca († 1983)
- 4 ottobre - Margaret Varner Bloss, ex tennista, giocatrice di badminton e giocatrice di squash statunitense
- 5 ottobre - Rolf Herricht, attore, comico e cantante tedesco († 1981)
- 5 ottobre - Bruce Millan, politico britannico († 2013)
- 5 ottobre - Carmelo Pujia, politico italiano († 2022)
- 5 ottobre - Omar Sabry, pallanuotista egiziano († 2021)
- 6 ottobre - Paul Badura-Skoda, pianista e musicologo austriaco († 2019)
- 6 ottobre - Birgit Brüel, cantante danese († 1996)
- 6 ottobre - Charlie Kiefer, illustratore e fumettista francese († 2012)
- 6 ottobre - Max Schellenberg, ciclista su strada svizzero († 2000)
- 6 ottobre - Marie-Claire Solleville, sceneggiatrice e traduttrice francese († 1991)
- 7 ottobre - Ėduard Gajkovič Abaljan, regista cinematografico sovietico († 1987)
- 7 ottobre - Juan Benet, scrittore spagnolo († 1993)
- 7 ottobre - Giorgio Bordini, fumettista italiano († 1999)
- 7 ottobre - Leamon Ray Hunt, ufficiale e diplomatico statunitense († 1984)
- 7 ottobre - Ronald Laing, psichiatra scozzese († 1989)
- 7 ottobre - Al Martino, cantante e attore statunitense († 2009)
- 8 ottobre - Raymond Chow, produttore cinematografico cinese († 2018)
- 8 ottobre - Torbjørn Falkanger, saltatore con gli sci norvegese († 2013)
- 8 ottobre - Rolf Jahn, calciatore tedesco orientale († 2001)
- 8 ottobre - César Milstein, biochimico argentino († 2002)
- 8 ottobre - Juan Serrat, pallanuotista spagnolo († 2015)
- 8 ottobre - Alessandro Spina, scrittore siriano († 2013)
- 8 ottobre - Luis Radiche, calciatore uruguaiano
- 9 ottobre - Jeremy Gaige, scacchista, scrittore e giornalista statunitense († 2011)
- 9 ottobre - Aleksej Medvedev, sollevatore sovietico († 2003)
- 9 ottobre - Frank O'Farrell, calciatore e allenatore di calcio irlandese († 2022)
- 9 ottobre - Enea Piccinelli, politico italiano
- 10 ottobre - Ingrid Almqvist, giavellottista e pallamanista svedese († 2017)
- 10 ottobre - Renzo Burini, calciatore e allenatore di calcio italiano († 2019)
- 10 ottobre - Benedetto Colajanni, ingegnere e attore italiano († 2009)
- 10 ottobre - Abram Cytryn, scrittore e poeta polacco († 1944)
- 10 ottobre - Dana Elcar, attore statunitense († 2005)
- 10 ottobre - Gabriella Genta, doppiatrice e direttrice del doppiaggio italiana († 2020)
- 10 ottobre - Giancarlo Susini, storico italiano († 2000)
- 10 ottobre - Graziella Urbinati, costumista, pittrice e illustratrice italiana († 2010)
- 11 ottobre - Aldo Allievi, dirigente sportivo italiano († 2011)
- 11 ottobre - Pierre Doukan, violinista e docente francese († 1995)
- 11 ottobre - Giacoma Limentani, traduttrice, scrittrice e saggista italiana († 2018)
- 11 ottobre - Giuseppe Merlo, tennista italiano († 2019)
- 11 ottobre - William Perry, politico, ex militare e ingegnere statunitense
- 11 ottobre - Jim Prior, politico britannico († 2016)
- 11 ottobre - Teresa Vergalli, partigiana, insegnante e politica italiana († 2025)
- 11 ottobre - Giuseppina Carlotta del Belgio, principessa belga († 2005)
- 12 ottobre - William Claxton, fotografo statunitense († 2008)
- 12 ottobre - André Vacheresse, cestista e allenatore di pallacanestro francese († 2000)
- 13 ottobre - Marcello Ceccarelli, fisico e astronomo italiano († 1984)
- 13 ottobre - Aurelio Ciacci, partigiano e politico italiano († 2008)
- 13 ottobre - Guido Figone, ginnasta italiano († 1998)
- 13 ottobre - Lee Konitz, sassofonista e compositore statunitense († 2020)
- 13 ottobre - Turgut Özal, politico turco († 1993)
- 14 ottobre - Patricia Crowther, saggista e sacerdotessa britannica
- 14 ottobre - Thomas Luckmann, sociologo e filosofo austriaco († 2016)
- 14 ottobre - Roger Moore, attore britannico († 2017)
- 14 ottobre - Emil Pažický, calciatore cecoslovacco († 2003)
- 15 ottobre - Alberto Bandini Buti, ingegnere e giornalista italiano († 1981)
- 15 ottobre - Jeannette Charles, attrice britannica († 2024)
- 15 ottobre - Marek Herman, scrittore e partigiano polacco
- 15 ottobre - Antonio Rastrelli, politico italiano († 2019)
- 15 ottobre - Bob Royer, cestista statunitense († 1973)
- 16 ottobre - Waldemaro Bartolozzi, ciclista su strada e dirigente sportivo italiano († 2020)
- 16 ottobre - Rodolfo Cimino, fumettista italiano († 2012)
- 16 ottobre - Günter Grass, scrittore, poeta e saggista tedesco († 2015)
- 16 ottobre - Ray Johnson, artista statunitense († 1995)
- 16 ottobre - Pietro Pala, politico italiano († 2015)
- 16 ottobre - Wilfred Pelletier, scrittore e filosofo canadese († 2000)
- 16 ottobre - Eileen Ryan, attrice statunitense († 2022)
- 16 ottobre - György Révész, regista e sceneggiatore ungherese († 2003)
- 16 ottobre - Gus Yatron, politico statunitense († 2003)
- 17 ottobre - Albert Falco, naturalista francese († 2012)
- 17 ottobre - Friedrich Hirzebruch, matematico tedesco († 2012)
- 17 ottobre - Paul Pimsleur, linguista statunitense († 1976)
- 17 ottobre - Delia Salvi, attrice, docente e scrittrice statunitense († 2015)
- 17 ottobre - Antonio Torrisi, politico italiano († 1988)
- 18 ottobre - John W. Firor, fisico statunitense († 2007)
- 18 ottobre - George C. Scott, attore, regista e produttore cinematografico statunitense († 1999)
- 19 ottobre - Pierre Alechinsky, pittore, scultore e incisore belga
- 19 ottobre - Ferruccio Antonelli, medico e psichiatra italiano († 2000)
- 19 ottobre - Angelo Borri, calciatore italiano
- 19 ottobre - Mario Renato Cornejo Radavero, vescovo cattolico peruviano († 2015)
- 19 ottobre - Bedford Jezzard, calciatore e allenatore di calcio inglese († 2005)
- 19 ottobre - Vic Lockman, fumettista statunitense († 2017)
- 19 ottobre - Red McCombs, imprenditore statunitense († 2023)
- 19 ottobre - Alfred Pauletto, pittore, disegnatore e illustratore svizzero († 1985)
- 19 ottobre - Hans Schäfer, calciatore tedesco († 2017)
- 19 ottobre - Girolamo Tripodi, sindacalista e politico italiano († 2018)
- 20 ottobre - Calogero Cascio, fotografo italiano († 2015)
- 20 ottobre - Werner Kreindl, attore austriaco († 1992)
- 20 ottobre - Abel Santamaría, attivista, rivoluzionario e politico cubano († 1953)
- 20 ottobre - Priamo Varazzani, arbitro di calcio italiano († 2005)
- 21 ottobre - Renato Ballardini, politico e avvocato italiano († 2025)
- 21 ottobre - Louis Casali, calciatore svizzero († 2022)
- 21 ottobre - Chuck Jordan, designer statunitense († 2010)
- 21 ottobre - Nadia Nerina, ballerina sudafricana († 2008)
- 21 ottobre - Robert Plutchik, psicologo statunitense († 2006)
- 21 ottobre - Roman Schnur, giurista tedesco († 1996)
- 21 ottobre - Georges Vallerey Jr., nuotatore francese († 1954)
- 21 ottobre - Howard Zieff, regista e fotografo statunitense († 2009)
- 22 ottobre - Óscar Furlong, cestista, tennista e allenatore di tennis argentino († 2018)
- 22 ottobre - Igor' Michajlovič Makarov, ingegnere russo († 2013)
- 22 ottobre - Gianni Rocca, giornalista italiano († 2006)
- 23 ottobre - Giovanni Bussone, allenatore di calcio e calciatore italiano († 2014)
- 23 ottobre - Sonny Criss, sassofonista e compositore statunitense († 1977)
- 23 ottobre - Pio Fontana, scrittore e critico letterario svizzero († 2001)
- 23 ottobre - Dezső Gyarmati, pallanuotista ungherese († 2013)
- 23 ottobre - Barron Hilton, imprenditore statunitense († 2019)
- 23 ottobre - Edward Kienholz, artista statunitense († 1994)
- 23 ottobre - Leszek Kołakowski, filosofo, storico e saggista polacco († 2009)
- 23 ottobre - Erwin Kreuz, tedesco († 2010)
- 23 ottobre - Philip Lamantia, poeta e scrittore statunitense († 2005)
- 23 ottobre - Cal Luther, allenatore di pallacanestro statunitense († 2021)
- 23 ottobre - Tonino Ricci, regista italiano († 2014)
- 23 ottobre - Edvin Vesterby, ex lottatore svedese
- 24 ottobre - Domenico Amoroso, vescovo cattolico italiano († 1997)
- 24 ottobre - Gilbert Bécaud, cantante, pianista e compositore francese († 2001)
- 24 ottobre - Walter Monier, partigiano, giornalista e traduttore italiano († 2009)
- 24 ottobre - Park Tae-joon, politico, militare e imprenditore sudcoreano († 2011)
- 24 ottobre - Jean-Claude Pascal, cantante, attore e stilista francese († 1992)
- 24 ottobre - Anton Salvesen, slittinista norvegese († 1994)
- 25 ottobre - Gino Armano, calciatore e allenatore di calcio italiano († 2003)
- 25 ottobre - Jorge Batlle, politico uruguaiano († 2016)
- 25 ottobre - Paul Canart, bibliotecario, paleografo e docente belga († 2017)
- 25 ottobre - Anna Maria Conterno Degli Abbati, politica italiana († 2004)
- 25 ottobre - Barbara Cook, soprano e attrice statunitense († 2017)
- 25 ottobre - Franco Fergnani, storico della filosofia e traduttore italiano († 2009)
- 25 ottobre - Claude Heater, baritono statunitense († 2020)
- 25 ottobre - Job, fumettista svizzero († 2024)
- 25 ottobre - Lawrence Kohlberg, psicologo statunitense († 1987)
- 25 ottobre - Pedro Hugo López, calciatore cileno († 1959)
- 25 ottobre - Lauretta Masiero, attrice, soubrette e ballerina italiana († 2010)
- 25 ottobre - Steve Shagan, sceneggiatore, romanziere e produttore cinematografico statunitense († 2015)
- 25 ottobre - Giuseppina Zacco, attivista e politica italiana († 2009)
- 26 ottobre - Armando Magliotto, politico, partigiano e sindacalista italiano († 2005)
- 26 ottobre - Warne Marsh, sassofonista statunitense († 1987)
- 26 ottobre - Janet Moreau, velocista statunitense († 2021)
- 26 ottobre - Adelmo Santini, partigiano italiano († 1944)
- 26 ottobre - Bob van der Valk, cestista olandese († 2016)
- 27 ottobre - Dominick Argento, compositore statunitense († 2019)
- 27 ottobre - Elettrio Corda, scrittore e storico italiano († 1996)
- 27 ottobre - Kiem Keng Kwee, astronomo indonesiano († 2023)
- 27 ottobre - Júlio Duarte Langa, cardinale e vescovo cattolico mozambicano
- 27 ottobre - Giorgio Milesi, saggista, scrittore e artista italiano († 2008)
- 27 ottobre - Bernard Parmegiani, compositore francese († 2013)
- 27 ottobre - Hugo Schiltz, politico e avvocato belga († 2006)
- 27 ottobre - Aleksandr Seryj, regista sovietico († 1987)
- 28 ottobre - Joop Cabout, pallanuotista olandese († 2013)
- 28 ottobre - Antonio Guidi, attore e doppiatore italiano († 2013)
- 28 ottobre - Vladimír Kompánek, scultore e pittore slovacco († 2011)
- 28 ottobre - Cleo Laine, cantante britannica († 2025)
- 28 ottobre - Riccardo Mannerini, poeta e paroliere italiano († 1980)
- 29 ottobre - Giacinto Goldaniga, calciatore italiano († 1983)
- 29 ottobre - Alfred Leslie, pittore, scultore e regista statunitense († 2023)
- 29 ottobre - George Nick Nichopoulos, medico statunitense († 2016)
- 29 ottobre - Frank Sedgman, ex tennista australiano
- 29 ottobre - Pio Vennettilli, canoista italiano († 1976)
- 29 ottobre - Howie Williams, cestista statunitense († 2004)
- 30 ottobre - Gunnar Arnesen, calciatore norvegese († 2009)
- 30 ottobre - Enrico d'Assia, nobile e pittore tedesco († 1999)
- 30 ottobre - David Myers, bassista e chitarrista statunitense († 2001)
- 31 ottobre - Gino Cortelazzo, scultore italiano († 1985)
- 31 ottobre - Dick Flanagan, giocatore di football americano statunitense († 1997)
- 31 ottobre - Edmund Gettier, filosofo statunitense († 2021)
- 31 ottobre - Thomas Lambdin, linguista statunitense († 2020)
- 31 ottobre - Sergio Mantegazza, imprenditore svizzero († 2024)
- 31 ottobre - Pieter Van den Bosch, calciatore belga († 2009)
- 31 ottobre - Marcello Vittorini, urbanista e ingegnere italiano († 2011)